# فليباز

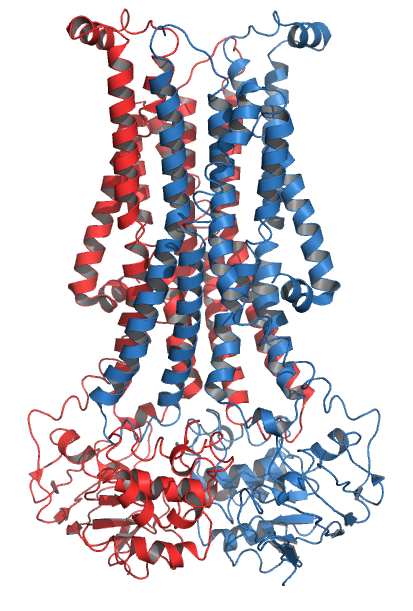
مِثال عَلى فلبيز المُعتمد عَلى أدينوسين ثلاثي الفوسفات في عائلة الناقل ABC، مَعزول عَن عطيفة صائمية. حَيثُ يُظهر الشكل اثنتين مِن سَلاسل عديد الببتيد في هيكل ثنائي الوحدات مُتماثِل بِاللونين الأحمر والأزرق. يَتم تَوجيه سَطح الخلية الخارجي إلى الجُزء العُلوي مِن الصورة وتَقع مَجالات أدينوسين ثلاثي الفوسفات في الجزء السُفلي بِجانب العصارة خلوية.

الفليباز (بالإنجليزية: Flippase)‏ هو إنزيم الأدينوسين ثلاثي الفوسفات الذّي يحفز التفاعل الكيميائي:
أدينوسين ثلاثي الفوسفات + ماء + دهن فسفوري ورقة 1  {\displaystyle \rightleftharpoons }  أدينوسين ثنائي الفوسفات + فوسفات + دهن فسفوري ورقة 2.
فليباز (نادرًا ما تُكتَب فلباز) هِي بروتينات تَعمل عَلى نَقل الدهون عبر الغشاء، تَقع في الغِشاء المَسؤول عَن المُساعَدة في حَرَكة جُزيئات الدهن الفسفوري بَين الوُرَيقات التي تُشكل غِشاء الخَليّة مِن خِلال (الانتشار المستعرض، المعروف أيضًا باسم الانتقال "فليب-فلوب"). كان مِنَ المُتوقع في أوائل السبعينات مِنَ القرن العشرين أن تَنجَح في الحِفاظ عَلى فَعالية تَوزيع الجُزيئات في ليبيد ثُنائيّ الطَّبقة مِن قبل مارك بريتشر.
وعَلى الرَّغم مِن أن الدهون الفسفورية تَنتشر بِسرعة عَلى سَطح الغِشاء، الا أنّها لا يُمكن أن تَمُر مَجموعات قطبية كيميائية بِسهولة من خلال مَركز كاره الماء ذي طبقة ثنائية، مِما يَحد انتِشارَها في هذا البُعد. بَعض أنواع فلبيز-غالبًا ما تُسمى سكرامبلاسيس- هِيَ مُستقلة عَن الطاقة وثُنائية الاتجاه، مِما يَتَسبب في مُوازنة عَكسِها مِن الدهن الفسفوري بَين جانِبَي الغشاء، في حين أنَّ البَعض الآخر يَعتمِد عَلى الطاقة وأحادي الاتجاه، وذلك باستِخدام الطاقة مِن تَحلُّل أدينوسين ثلاثي الفوسفات لِضَخ الدهن الفسفوري في الاتجاه الأفضَل. وَوُصف فلبيز بأنَّه الناقِل الذي يُحرك الدهون من الغشاء البلازمي إلى الوَجه العصاري الخلوي، في حين أن فلوباز يَنقل في الاتجاه المُعاكس.
العَديد مِن الخَلايا تُحافظ على تَوزيعات غير مُتناظرة مِن الدهون الفوسفاتية بين وريقات الهيولى والغشاء البلازمي. فِقدان عَدم التَّماثل، ولا سيما ظُهور فوسفاتيديل سيرين الليبيد الفُسفوري الأيوني عَلى وَجه الغشاء البلازمي، يمكن أن تكون بمثابة مؤشر مبكر على الاستماتة(موت الخلية المبرمج). وقد لوحِظ هذا التأثير في الخلايا العصبية كرد فعل عَلى ببتيدات البروتين النشوي بيتا، يُعتَقد أنْ يَكون سببًا رئيسيًا للتأثيرات العصبية مِن مرض آلزهايمر.

## روابط خارجية
- قاعدة بيانات توجهات البروتينات في الأغشية families/superfamily-18 - مواضع الليبيد فلبيز في الأغشية